# Luis Hernández
Luis Hernandez (ur. 22 grudnia 1968 w Poza Rica) – piłkarz meksykański. Brał udział w MŚ w 1998 roku, gdzie strzelił 4 bramki.
Grał w takich zespołach jak:
- Cruz Azul,
- CF Monterrey,
- Necaxa Aguascalientes,
- Club Atlético Boca Juniors
- America Meksyk,
- Tigres UANL,
- CD Veracruz,
- Jaguares de Chiapas.

W 1997 i 1998 piłkarz roku w Meksyku. W latach 2000–2001 występował w zespole Los Angeles Galaxy, grającym w amerykańskiej Major League Soccer.
W reprezentacji swojego kraju rozegrał 87 meczów, w których strzelił 35 bramek. W 2002 roku oficjalnie ogłosił zakończenie kariery.